# NGC 2845
NGC 2845 (również PGC 26306) – galaktyka spiralna (S0-a), znajdująca się w gwiazdozbiorze Żagla. Odkrył ją John Herschel 1 lutego 1835 roku.